# Hala na Muńczole

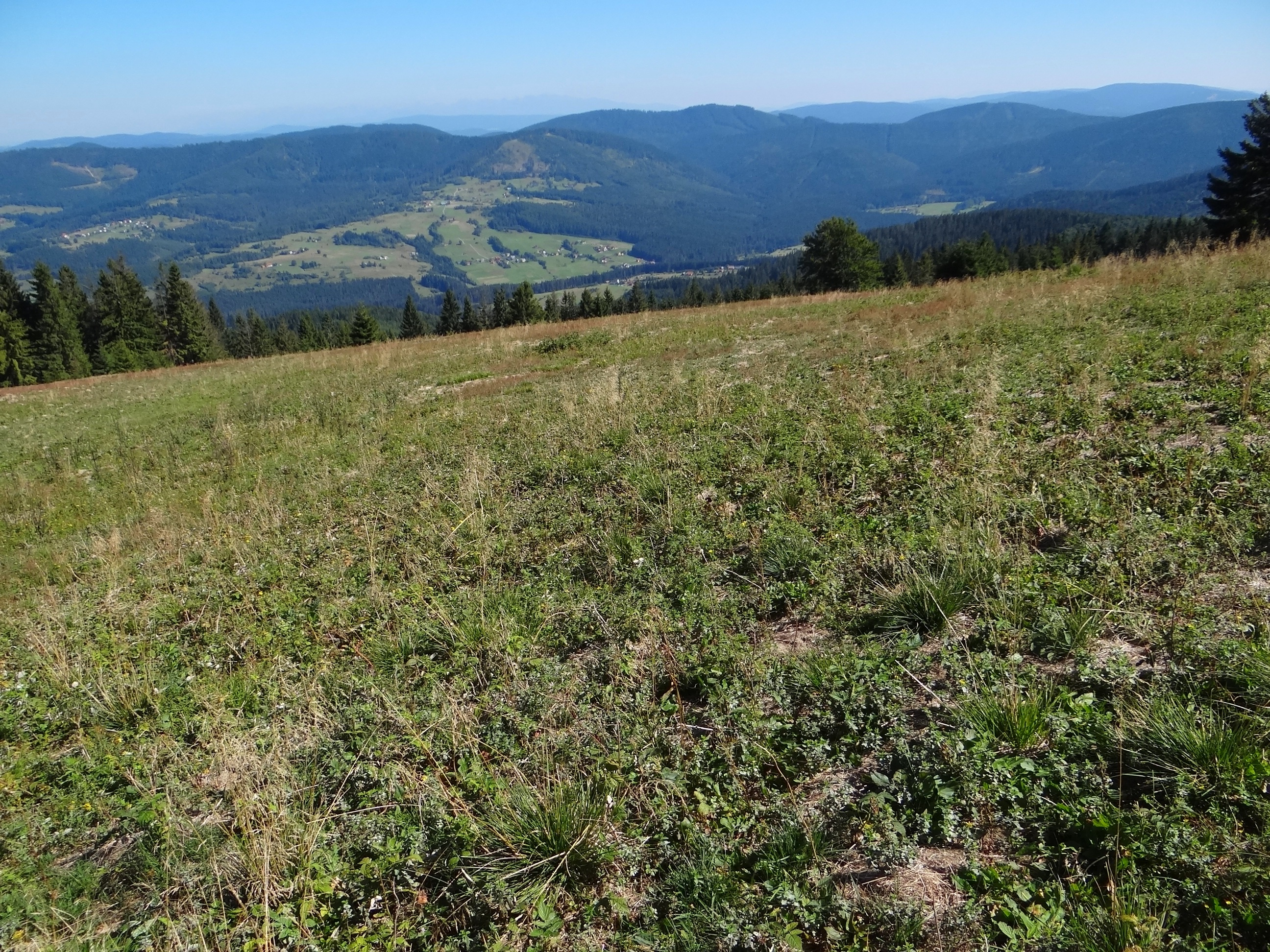
Hala na Muńczole

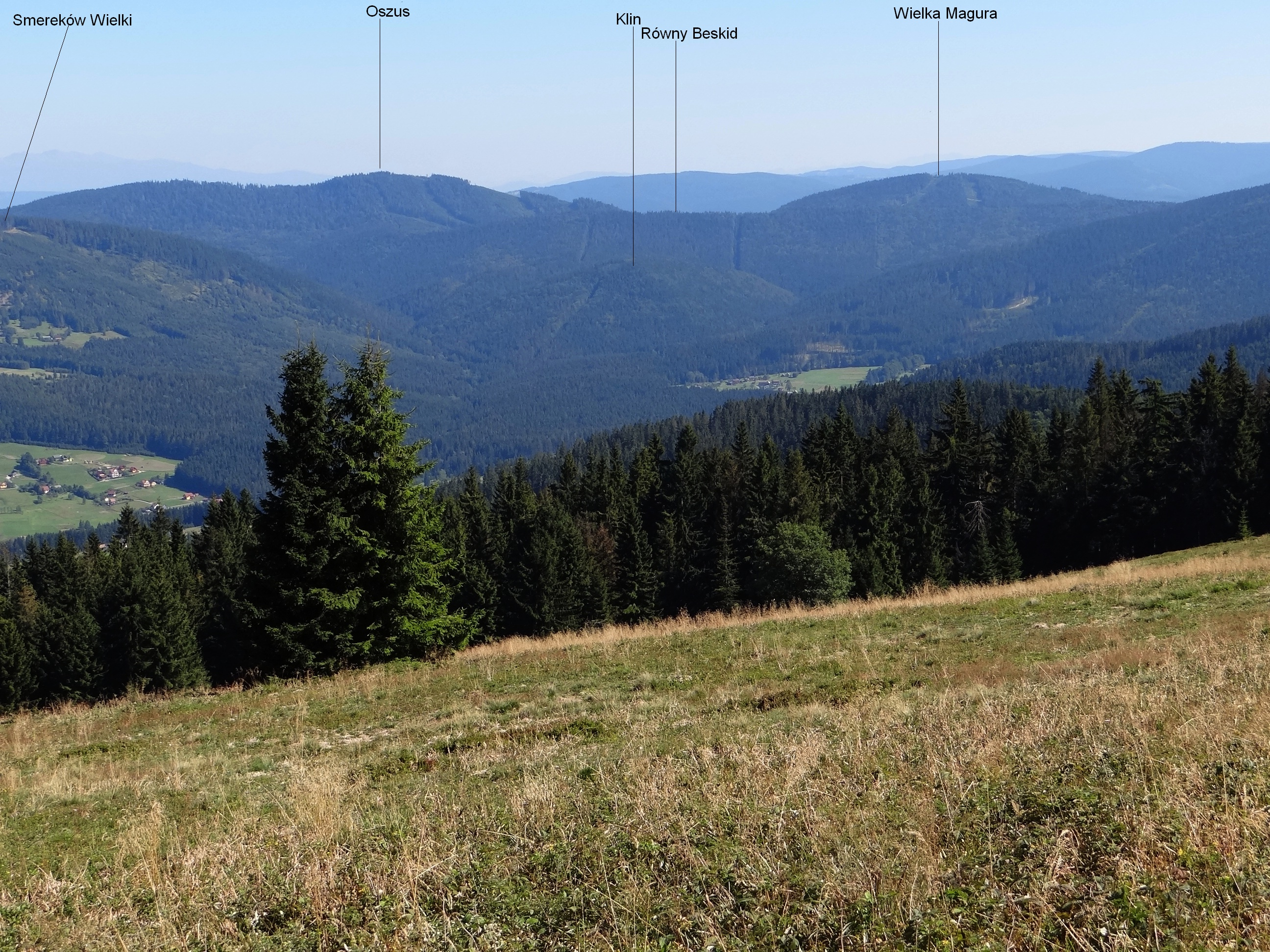
Widok z hali

Hala na Muńczole – duża polana w Grupie Wielkiej Raczy w Beskidzie Żywiecko-Kisuckim. Znajduje się na wschodnich, podszczytowych stokach Muńczoła.
Halam dawniej w Karpatach nazywano polany, które nie były koszone, lecz tylko wypasane i stąd pochodzi pierwsza część nazwy. Druga część
nazwy pochodzi od nazwy szczytu, tego zaś od słowa muncel w języku rumuńskim oznaczającego wzgórze lub pagórek. W Karpatach wiele nazw jest pochodzenia wołoskiego, Wołosi bowiem jako pierwsi na grzbietach gór wytworzyli polany metodą cyrhlenia.
W przeszłości była żywym ośrodkiem szałaśnictwa. Ludomir Sawicki, prowadzący badania nad szałaśnictwem w górach Żywiecczyzny, w 1914 r. zanotował, że w dwóch gospodarstwach szałaśnych na Muńczole 18 wspólników pasło 50 owiec i 36 krów.
Hala na Muńczole znajduje się w granicach wsi Soblówka w województwie śląskim, w powiecie żywieckim, w gminie Ujsoły. W regionalizacji fizycznogeograficznej Polski według Jerzego Kondrackiego Grupa Wielkiej Raczy zaliczana jest do Beskidu Żywieckiego, w nowszej polskiej regionalizacji z 2018 roku do Beskidu Żywiecko-Kisuckiego. Nie jest już wypasana, z powodów nieopłacalności ekonomicznej pasterstwo w Karpatach uległo bowiem ogromnemu ograniczeniu. Dzięki dużym niezalesionym terenom stanowi jednak doskonały punkt widokowy na wschodnią stronę, szczególnie na graniczne pasmo Beskidu Żywieckiego, na odcinku od Przełęczy Ujsolskiej po Wielką Rycerzową. Widoczne są też Tatry, Niżne Tatry, Wielki Chocz i Mała Fatra. Przez Halę na Muńczole prowadzi szlak turystyczny.
W 2007 r. na hali odkryto stanowisko rzadkiej w Polsce i chronionej prawnie rośliny – dzwonka piłkowanego.

## Szlaki turystyczne
Ujsoły – Hala na Muńczole – Kotarz (przełęcz) – Wiertalówka – Jaworzyna – Przełęcz Halna.